# Thil-Manneville
Thil-Manneville ist eine französische Gemeinde mit 659 Einwohnern (Stand 1. Januar 2022) im Département Seine-Maritime in der Region Normandie. Sie gehört zum Kanton Luneray.

## Geografie
Thil-Manneville liegt im Pays de Caux, elf Kilometer südwestlich von Dieppe und sechs Kilometer nördlich des Kantonshauptorts Bacqueville-en-Caux, zwischen den Nachbargemeinden Gueures im Nordwesten, Ambrumesnil im Nordosten und Hermanville im Süden. Die Vienne, ein Nebenfluss der Saâne, fließt westlich des Ortskerns durch das Gemeindegebiet. Der Weiler Manneville gehört zur Gemeinde.

## Geschichte
Der Ortsnamensteil Thil ist vom lateinischen Wort Tilia für „Lindenbaum“ abgeleitet. Le Thil wurde als Tylia im Jahr 1240 erstmals urkundlich erwähnt.
Die Pfarrei Thil-Manneville gehörte vom Mittelalter bis zur Französischen Revolution (1789–1799) dem Kloster Mortemer in Lyons-la-Forêt. Weltliche Besitzer des Ortes war die Familie Mortemart.

## Sehenswürdigkeiten
Die Kirche Saint-Sulpice steht am Ufer der Vienne. Eine ursprüngliche Kirche war im 13. Jahrhundert gebaut worden. Das heutige Gebäude wurde im 16. Jahrhundert an gleicher Stelle errichtet. Es besteht fast vollständig aus Sandstein, in den Mauern des Chors sind auch Kalktuff-Steine eingearbeitet, wie man sie an den Ufern der Saâne und der Scie findet. Am Altarschrein der Kirche findet man noch das Wappen der Familie Mortemart, mit dem Titel Marquis de Manneville et du Thil, auf den Resten einer Litre funéraire (Trauerband) die sowohl außen als auch im Inneren um das Gebäude herum gemalt war.
Das Tal der Vienne bei Thil-Manneville ist offiziell als Site Inscrit (Naturdenkmal) eingestuft.

## Wirtschaft
Wichtige Erwerbszweige der Thillais sind Ackerbau und die Zucht von Hausrindern, Hausschafen und Hausschweinen.